# Harry Laidlaw
Pour les articles homonymes, voir Laidlaw.
Harry Laidlaw, né le 1er mars 1996 à Melbourne, est un skieur alpin australien, aussi actif en skicross dans ses jeunes années.

## Biographie
Il fait partie d'une famille de skieurs, son frère ayant également pratiqué le sport en compétition. En dehors du ski, il étudie pour devenir ambulancier à l'université Victoria (en).
Il entame sa carrière officielle lors de la saison 2011-2012, durant laquelle il honore sa première sélection en compétition majeure, les Jeux olympiques de la jeunesse, où il termine seulement le slalom en ski alpin, pour une 17e place. Il y est aussi quatrième dans la discipline du skicross.
Lors des hivers suivants, il court principalement en Amérique du Nord, pour gagner sa première course en 2015 lors d'un slalom géant. En 2015, il dispute les Championnats du monde junior, tout comme en 2016. Il devient champion d'Australie de slalom géant en 2017.
En 2018, il prend part à ses premiers jeux olympiques à Pyeongchang, skiant seulement le slalom, où il se fait disqualifier après avoir chuté.
Laidlaw fait ses débuts en Coupe du monde en mars 2019 à Kranjska Gora. En novembre 2020, il se fait une rupture du ligament croisé antérieur du genou et doit manquer le reste de la saison. En 2021-2022, il ne parvient pas à se qualifier pour les Jeux olympiques de Pékin, mais s'illustre à la place en Coupe nord-américaine, gagnant le slalom géant à Whiteface Mountain.
Il compte aussi deux participations aux Championnats du monde, en 2017, à Saint-Moritz, où en tant que seul représentant australien, il ne finit pas le super G et en 2019, il achève le super G au 37e rang, tandis qu'il abandonne au slalom géant.

## Palmarès

### Jeux olympiques
| Épreuve / Édition | Pyeongchang 2018 |
| Slalom géant      | DSQ              |

### Championnats du monde
| Épreuve / Édition | Saint-Moritz 2017 | Åre 2019 |
| Super G           | Abandon           | 37e      |
| Slalom géant      |                   | Abandon  |

### Coupe nord-américaine
- 4 podiums, dont 3 victoires (en slalom géant).